# Doug Wright (scrittore)
Doug Wright (Dallas, 20 dicembre 1962) è un drammaturgo, librettista e sceneggiatore statunitense.

## Biografia
Ha studiato all'Università di Yale, prima di debuttare a Broadway con I Am My Own Wife, per cui ha vinto il Premio Pulitzer per la drammaturgia. Ha scritto anche i libretti di diversi musical, tra cui Grey Gardens (2006), La sirenetta (2008), Hands on a hardbody (2013) e War Paint (2016).
È omosessuale e sposato con il compositore David Clement.

## Filmografia
- Quills - La penna dello scandalo (Quills), regia di Philip Kaufman (2000)